# Aron (Mayenne)
Aron és un municipi francès situat al departament de Mayenne i a la regió de País del Loira. L'any 2007 tenia 1.719 habitants.

## Demografia

### Població
El 2007 la població de fet d'Aron era de 1.719 persones. Hi havia 684 famílies de les quals 152 eren unipersonals (64 homes vivint sols i 88 dones vivint soles), 256 parelles sense fills, 248 parelles amb fills i 28 famílies monoparentals amb fills.
La població ha evolucionat segons el següent gràfic:
Habitants censats

### Habitatges
El 2007 hi havia 751 habitatges, 691 eren l'habitatge principal de la família, 24 eren segones residències i 36 estaven desocupats. 724 eren cases i 26 eren apartaments. Dels 691 habitatges principals, 487 estaven ocupats pels seus propietaris, 200 estaven llogats i ocupats pels llogaters i 4 estaven cedits a títol gratuït; 8 tenien una cambra, 37 en tenien dues, 71 en tenien tres, 195 en tenien quatre i 380 en tenien cinc o més. 566 habitatges disposaven pel capbaix d'una plaça de pàrquing. A 279 habitatges hi havia un automòbil i a 370 n'hi havia dos o més.

### Piràmide de població
La piràmide de població per edats i sexe el 2009 era:
| Homes | Edats   | Dones |
| ----- | ------- | ----- |
| 0     | 95 o +  | 0     |
| 0     | 90 a 94 | 0     |
| 12    | 85 a 89 | 8     |
| 8     | 80 a 84 | 8     |
| 20    | 75 a 79 | 32    |
| 28    | 70 a 74 | 40    |
| 44    | 65 a 69 | 52    |
| 12    | 60 a 64 | 24    |
| 32    | 55 a 59 | 24    |
| 60    | 50 a 54 | 60    |
| 56    | 45 a 49 | 60    |
| 72    | 40 a 44 | 76    |
| 56    | 35 a 39 | 68    |
| 36    | 30 a 34 | 28    |
| 68    | 25 a 29 | 44    |
| 56    | 20 a 24 | 40    |
| 88    | 15 a 19 | 48    |
| 48    | 10 a 14 | 40    |
| 44    | 5 a 9   | 60    |
| 64    | 0 a 4   | 20    |

## Economia
El 2007 la població en edat de treballar era de 1.105 persones, 887 eren actives i 218 eren inactives. De les 887 persones actives 849 estaven ocupades (451 homes i 398 dones) i 38 estaven aturades (15 homes i 23 dones). De les 218 persones inactives 90 estaven jubilades, 80 estaven estudiant i 48 estaven classificades com a «altres inactius».

### Ingressos
El 2009 a Aron hi havia 708 unitats fiscals que integraven 1.818,5 persones, la mediana anual d'ingressos fiscals per persona era de 18.382 €.

### Activitats econòmiques
Dels 50 establiments que hi havia el 2007, 1 era d'una empresa extractiva, 2 d'empreses alimentàries, 1 d'una empresa de fabricació de material elèctric, 1 d'una empresa de fabricació d'elements pel transport, 3 d'empreses de fabricació d'altres productes industrials, 9 d'empreses de construcció, 8 d'empreses de comerç i reparació d'automòbils, 4 d'empreses de transport, 4 d'empreses d'hostatgeria i restauració, 1 d'una empresa d'informació i comunicació, 2 d'empreses financeres, 2 d'empreses immobiliàries, 7 d'empreses de serveis, 2 d'entitats de l'administració pública i 3 d'empreses classificades com a «altres activitats de serveis».
Dels 19 establiments de servei als particulars que hi havia el 2009, 1 era una oficina bancària, 5 tallers de reparació d'automòbils i de material agrícola, 1 paleta, 1 guixaire pintor, 3 fusteries, 2 lampisteries, 1 electricista, 2 perruqueries, 2 restaurants i 1 agència immobiliària.
Dels 2 establiments comercials que hi havia el 2009, 1 era una fleca i 1 una carnisseria.
L'any 2000 a Aron hi havia 79 explotacions agrícoles que ocupaven un total de 2.601 hectàrees.

## Equipaments sanitaris i escolars
L'únic equipament sanitari que hi havia el 2009 era una farmàcia.
El 2009 hi havia 1 escola elemental i 1 escola elemental integrada dins d'un grup escolar amb les comunes properes formant una escola dispersa.

## Poblacions més properes
El següent diagrama mostra les poblacions més properes.